# 因澤爾河

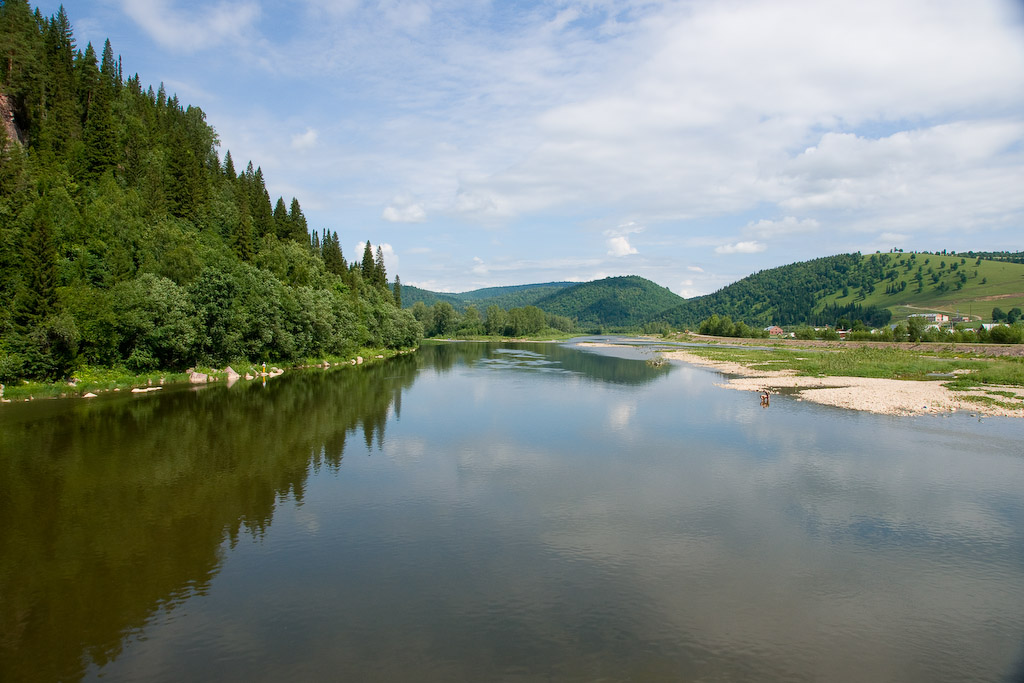
因澤爾河

因澤爾河是俄羅斯的河流，由巴什科爾托斯坦共和國負責管轄，河道全長307公里，流域面積約5,380平方公里，河水主要來自融雪，每年十一月至翌年四月結冰。